# Rezerwat przyrody Szwajcaria Podlaska

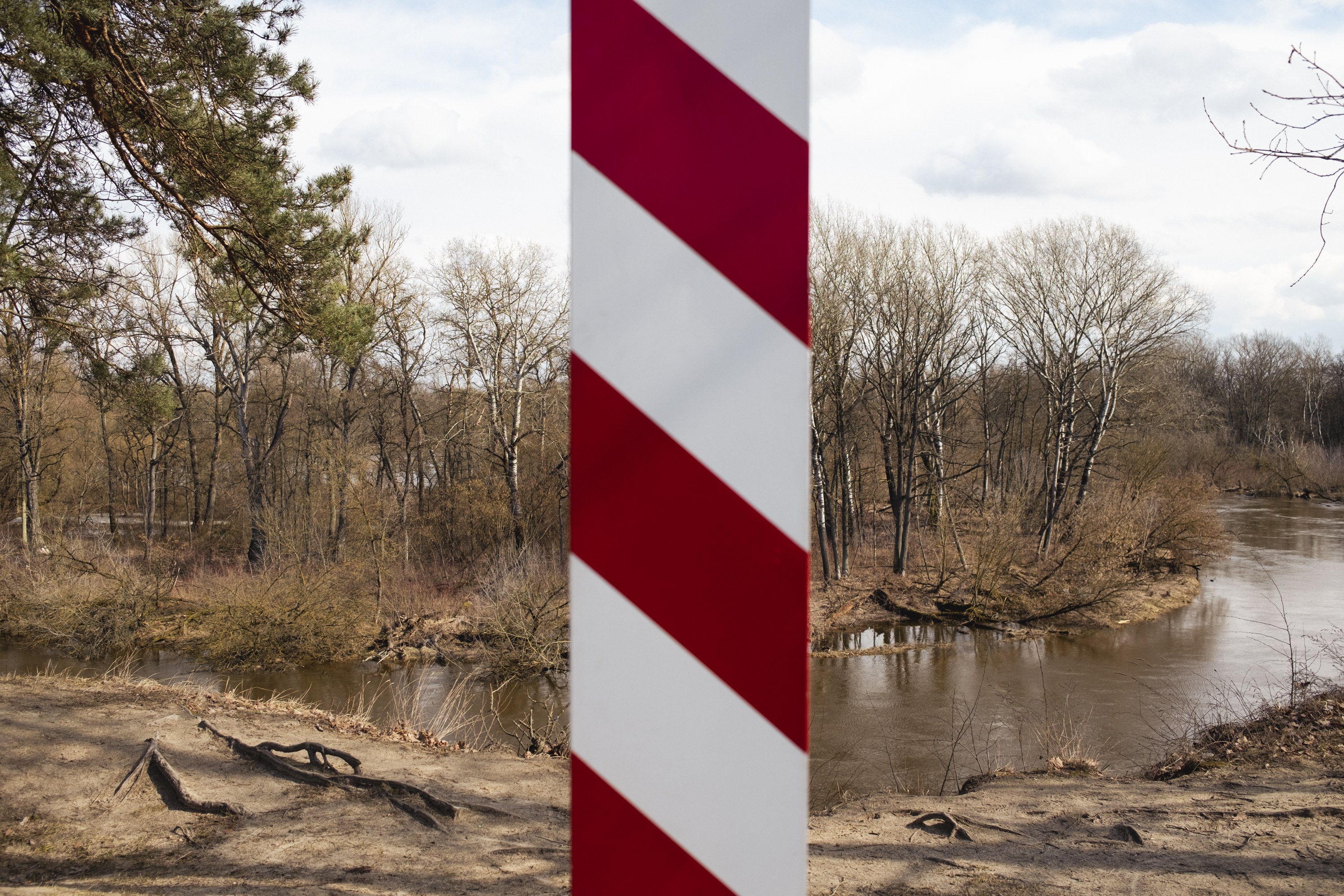
Słup graniczny z widokiem na meander Bugu. Po drugiej stronie Białoruś.

Szwajcaria Podlaska – florystyczny i leśny rezerwat przyrody znajdujący się na terenie gminy Terespol, w powiecie bialskim, w województwie lubelskim.
- Położenie geograficzne: Równina Łukowska.
- Powierzchnia (dane nadesłane z nadleśnictwa): 24,00 ha.
- Rok utworzenia: 1995.
- Dokument powołujący: Zarządzenie Ministra Ochrony Środowiska, Zasobów Naturalnych i Leśnictwa z 25 stycznia 1995 roku w sprawie uznania za rezerwat przyrody (MP nr 6, poz. 95).
- Przedmiot ochrony (według aktu powołującego): zachowanie ze względów naukowych, dydaktycznych i krajobrazowych urozmaiconych drzewostanów położonych na skarpie rzeki Bug z licznymi drzewami pomnikowymi.

W drugiej połowie 2024 rezerwat doznał znacznych zniszczeń związanych z budową bariery elektronicznej na granicy z Białorusią – m.in. usunięto wszystkie drzewa i krzewy w pasie 10–15 m od rzeki.

## Galeria

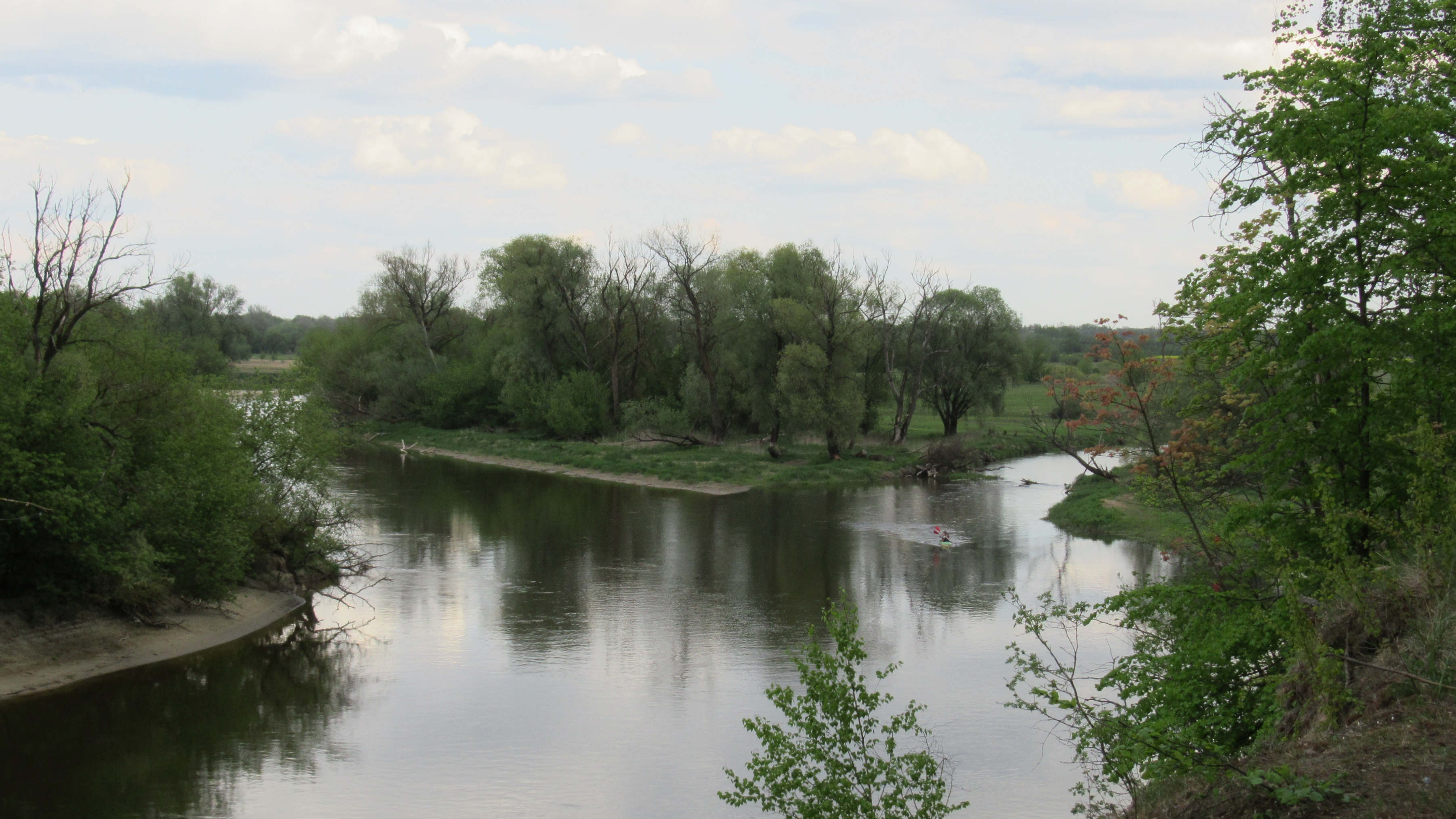
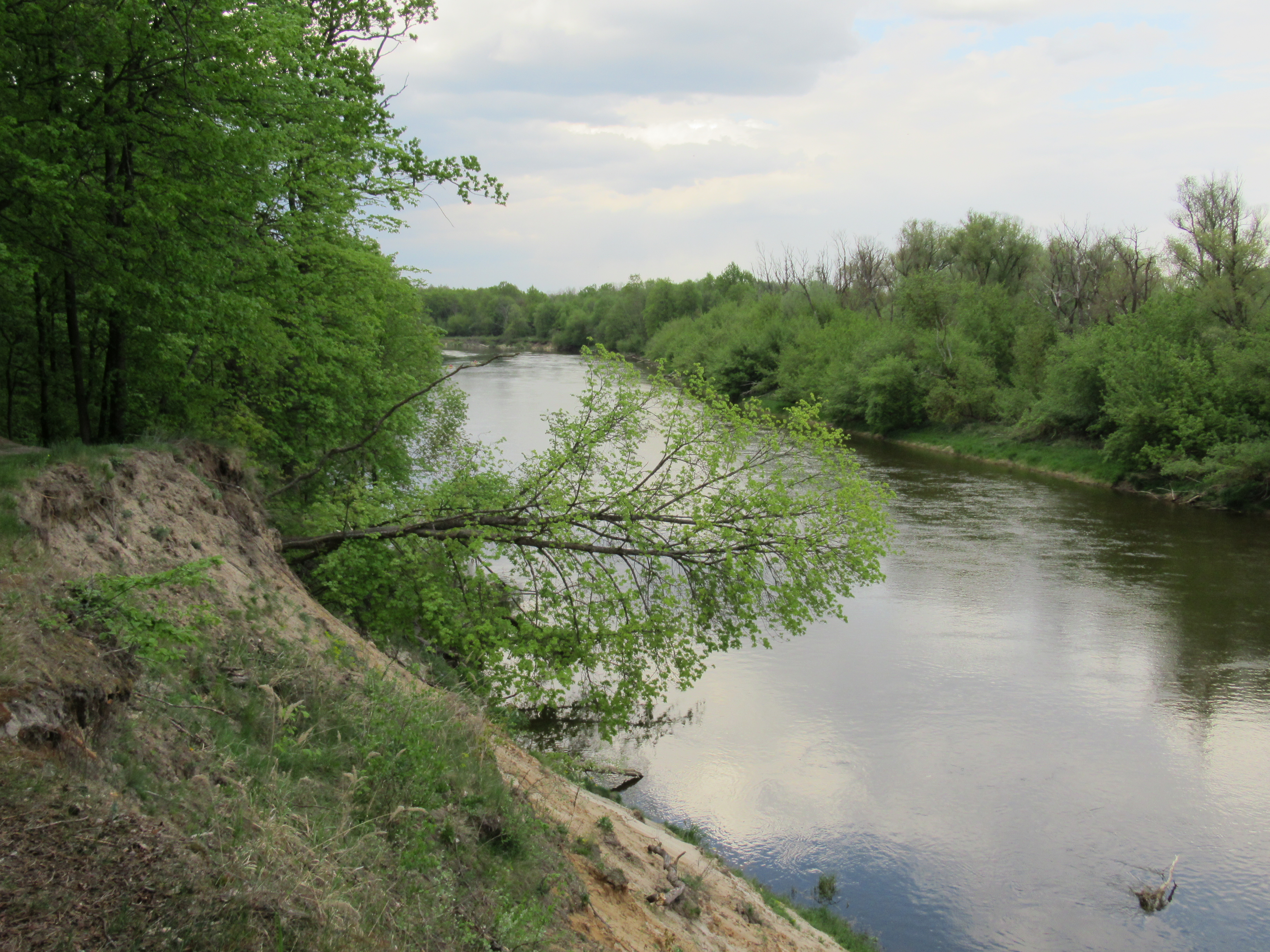
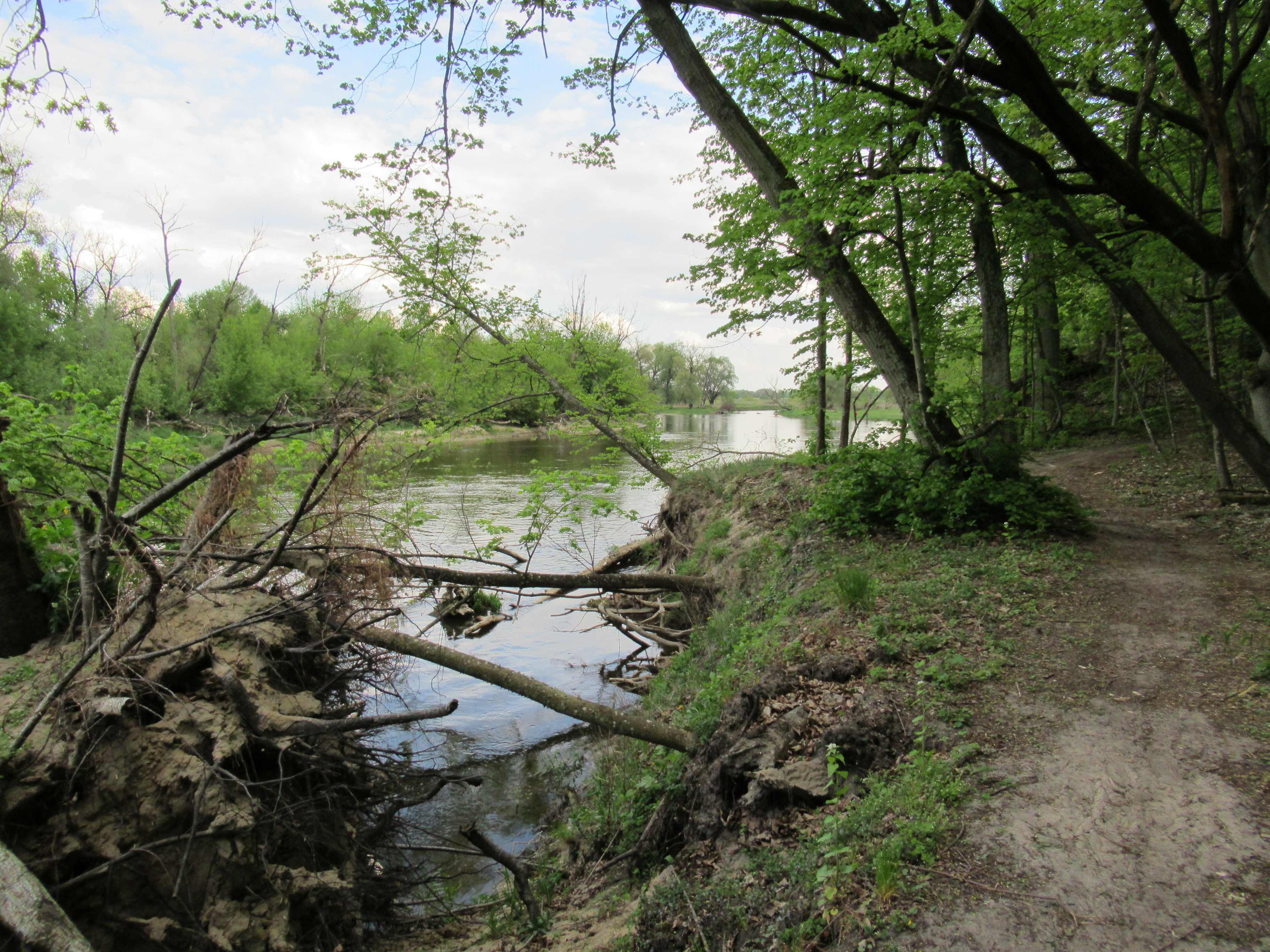
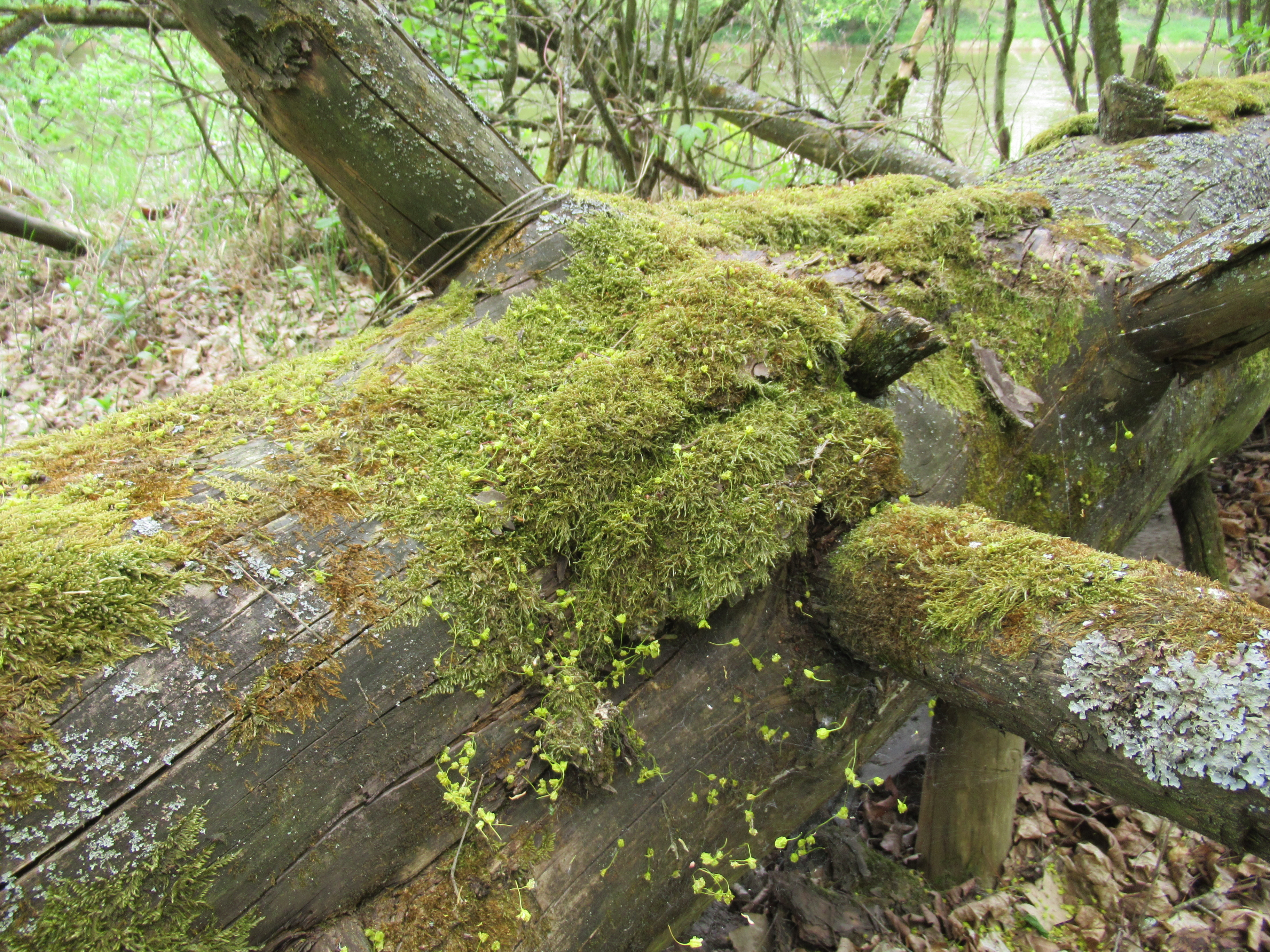
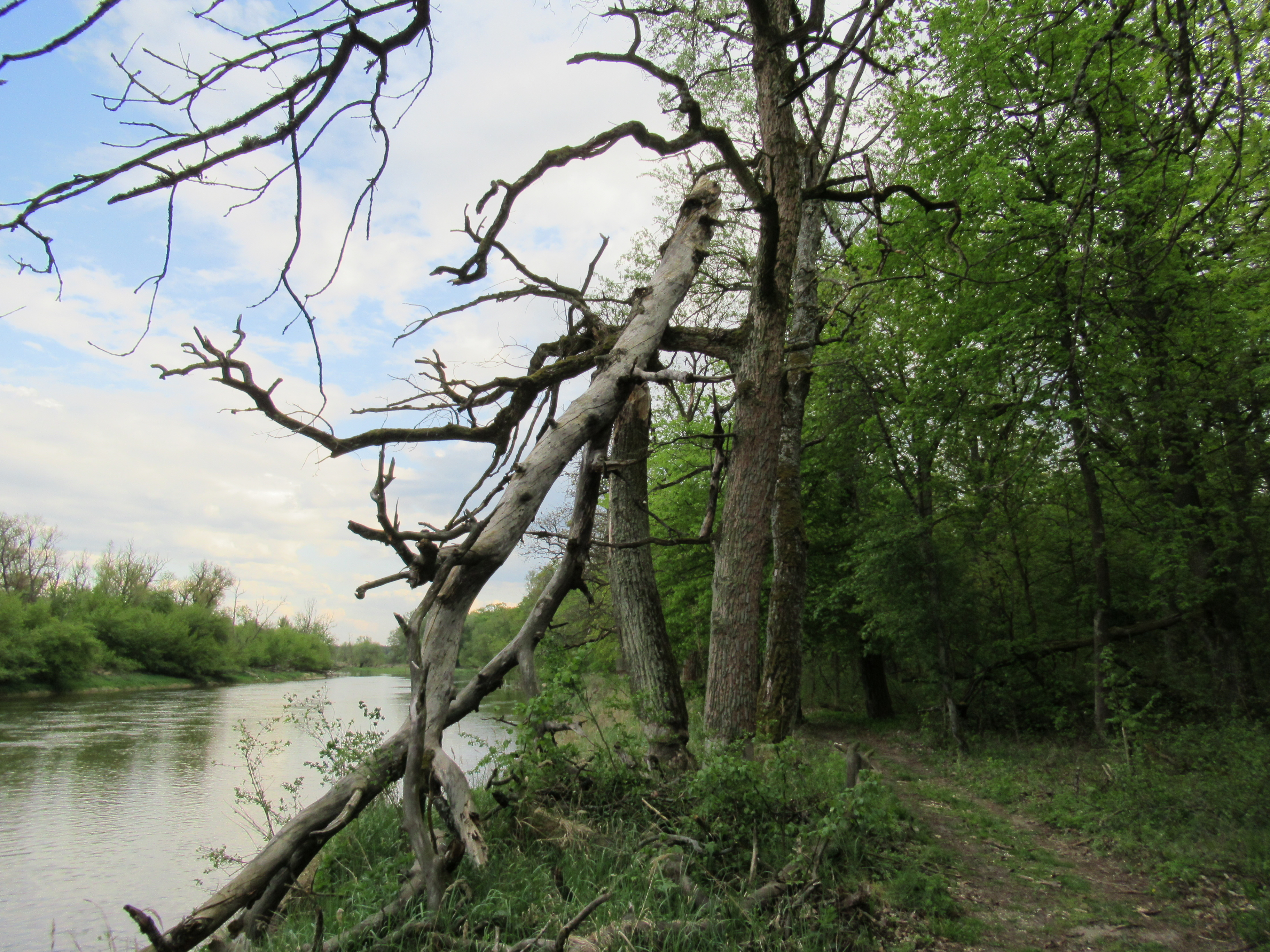
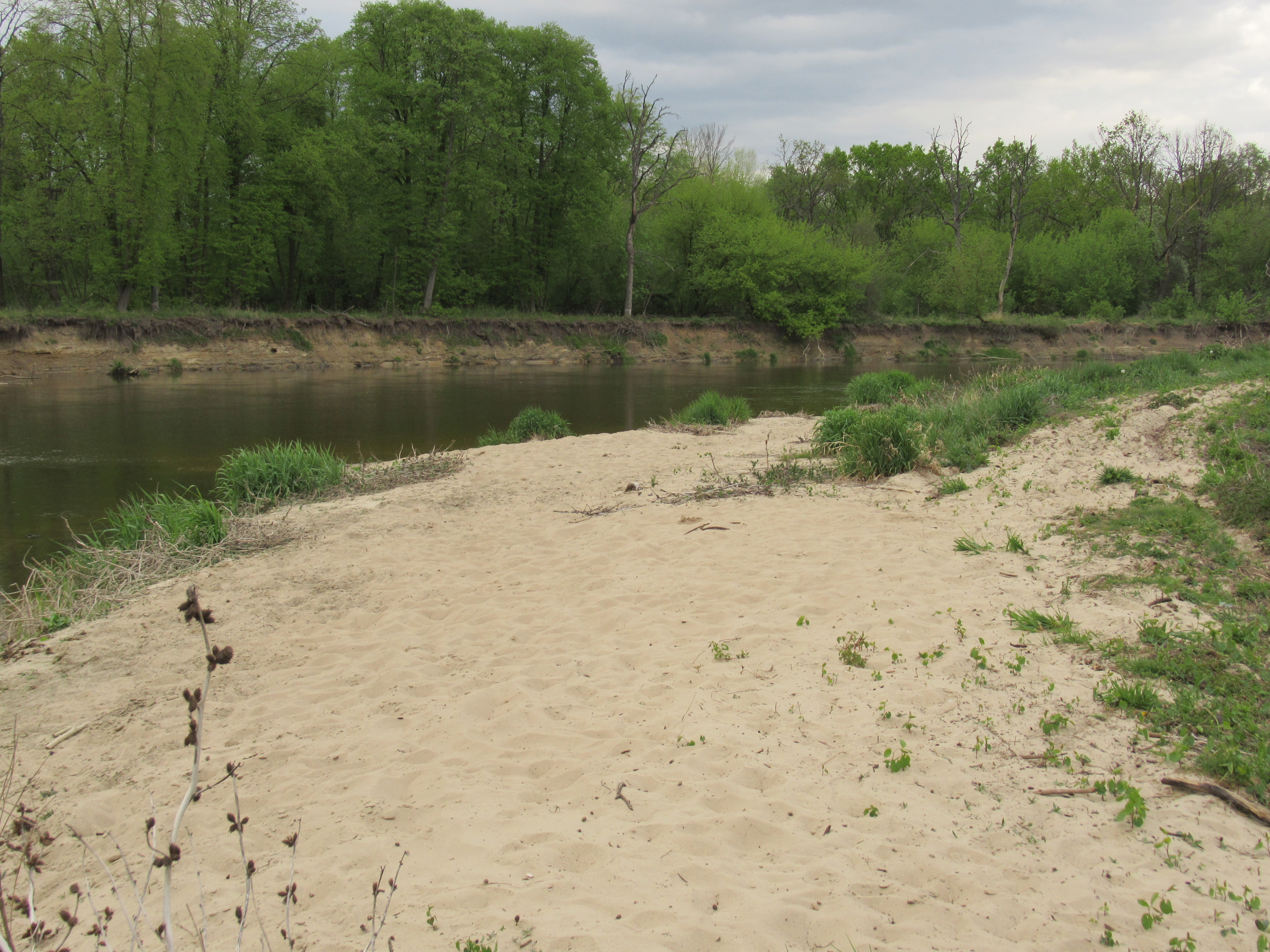
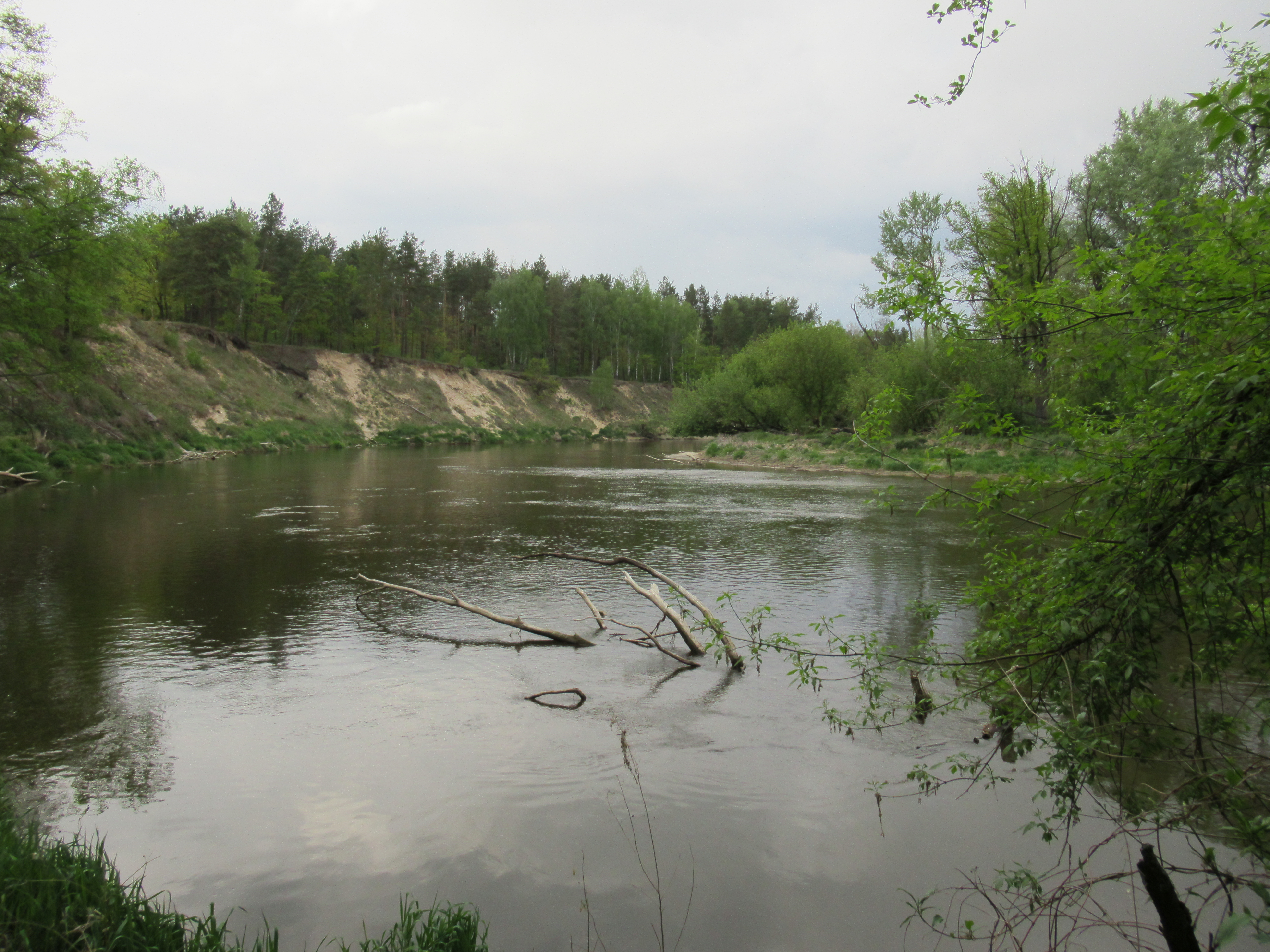
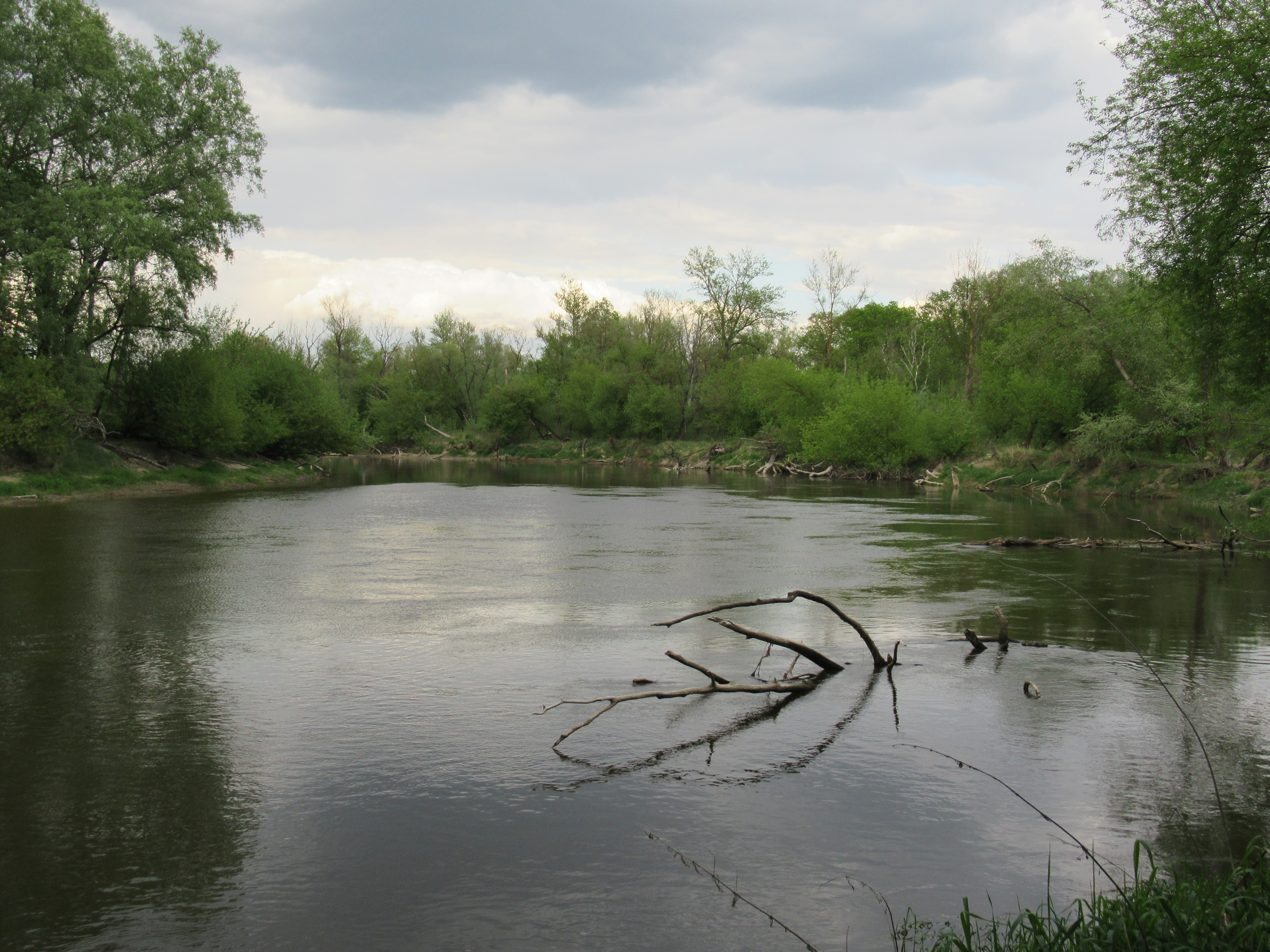
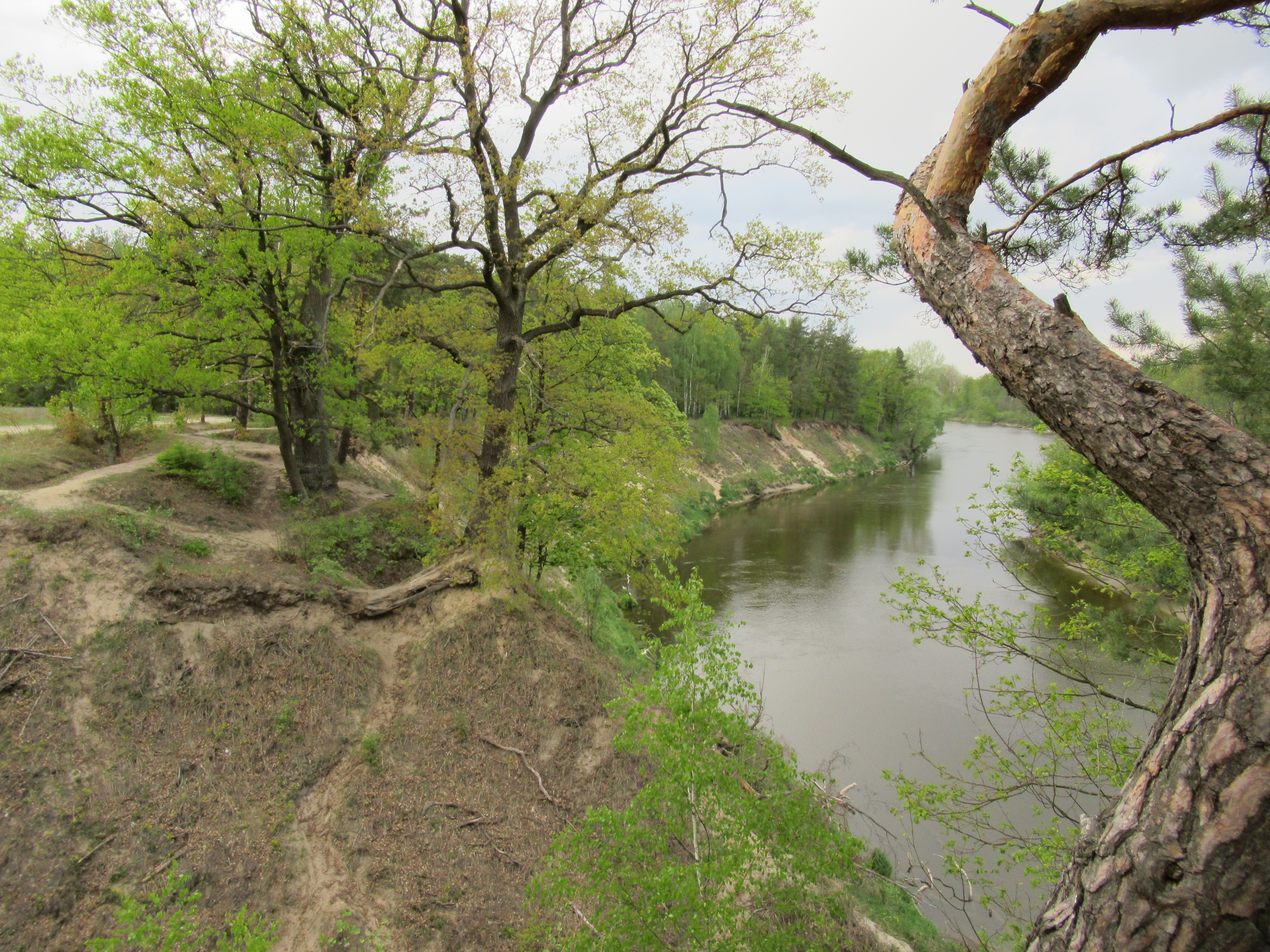
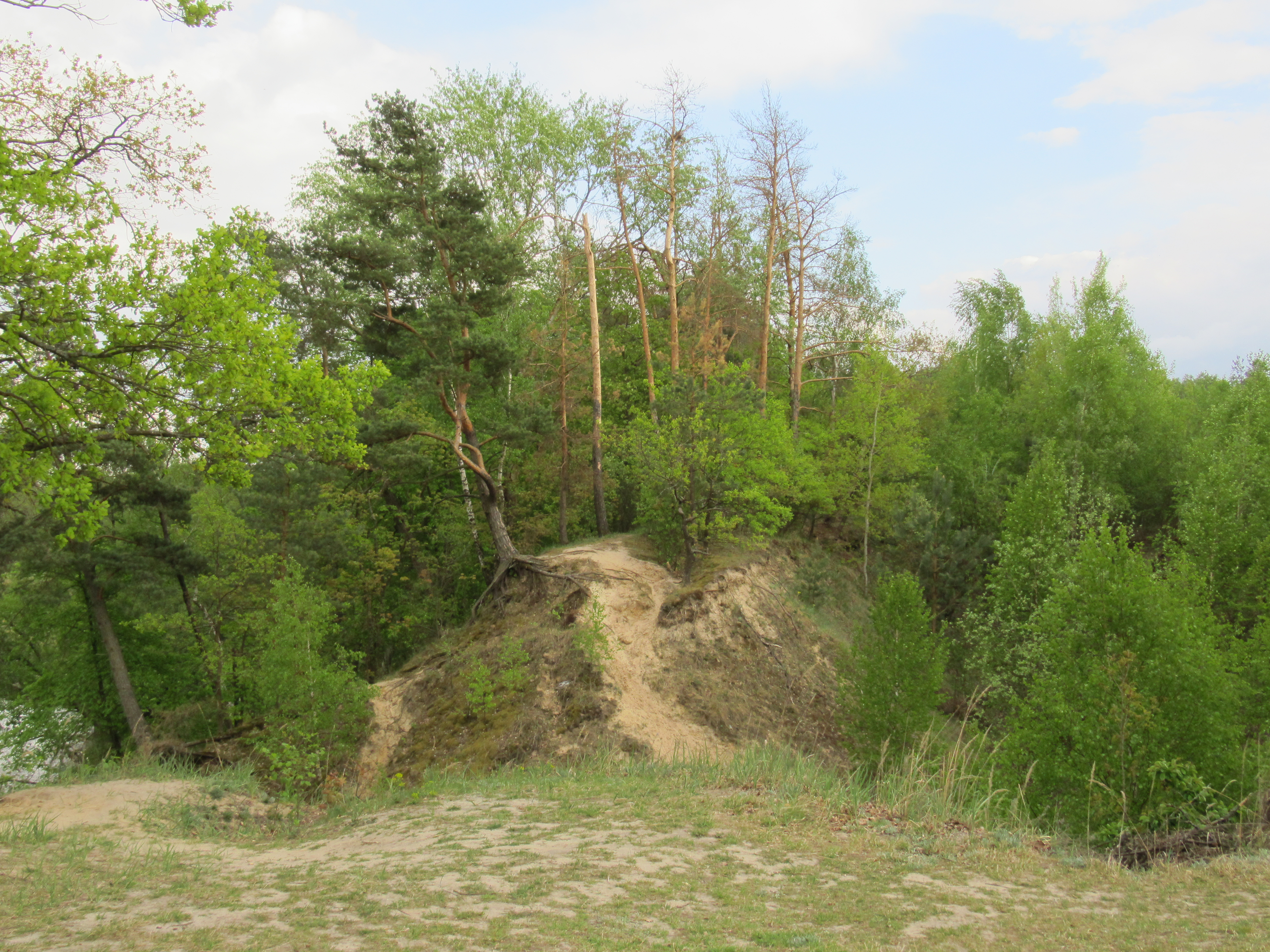